# Milan Milovanović

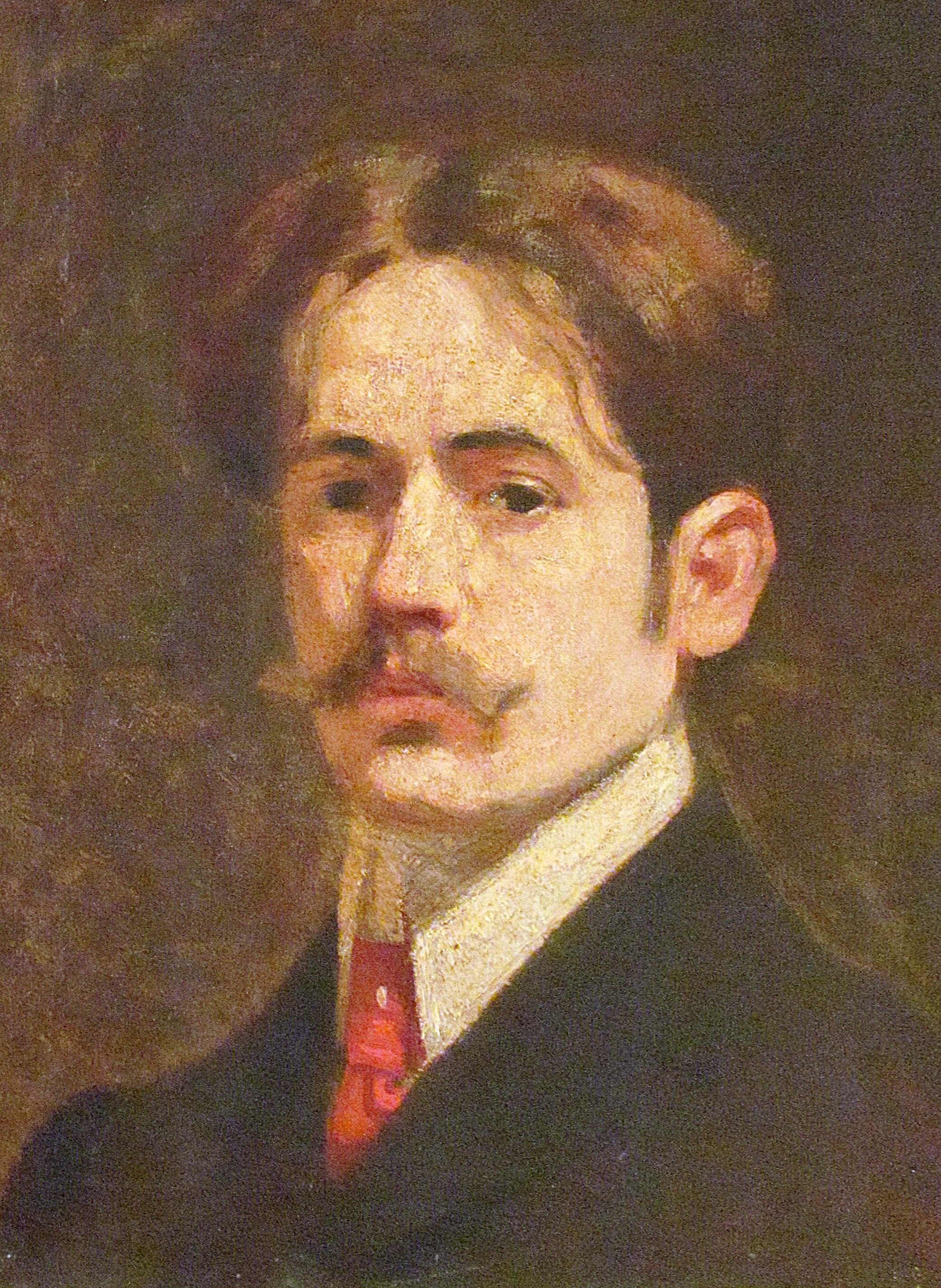
Milan Milovanović. Selbstporträt 1907

Milan Milovanović (* 19. Oktober 1876 in Kruševac; † 15. August 1946 in Belgrad) war ein jugoslawischer Maler.

## Leben

### Künstlerische Anfänge
Nach dem Besuch der Grundschule und des Gymnasiums in Kruševac ging Milovanović 1895 nach Belgrad, um an der Kunstgewerbeschule bei Kiril Kutlika Malerei zu erlernen.

### Studium in München, 1896–1902
Nach einjähriger Ausbildung verließ er Belgrad, um 1896 in München zunächst bei Anton Ažbe weiter zu studieren.
1898 bezog er die Akademie, und zwar die Naturklasse bei Karl Raupp. Später studierte er bei Ludwig von Herterich und Carl von Marr.

### Studium in Paris, 1902–1906
1902 setzte Milovanović seine Ausbildung in Paris fort. Zunächst besuchte er dort die private Académie Colarossi. Im Herbst 1902 schrieb er sich an der Ecole des Beaux Arts ein, wo Léon Bonnat und Luc-Olivier Merson seine Lehrer waren. 1906 kehrte er nach Belgrad zurück. Über mehrere Jahre malte er ganz im Sinne der Franzosen in klar artikulierten Punkten neoimpressionistisch. Dennoch müssen ihn in Paris verschiedene Arbeiten von Henri Matisse nachhaltig beeindruckt haben. Das macht sein Gemälde „Rote Pergoloa“ von 1907 im Belgrader Nationalmuseum deutlich. Es lässt sich nämlich bestens mit dem OffenemFenster von Matisse vergleichen. Er unternahm den Versuch, seiner bisherigen Malweise flächenhafte, nahezu graphische Elemente hinzuzufügen. Doch während Matisse durch die Kombination der beiden Stile, Neoimpressionismus und Cloisonismus, zu neuen Möglichkeiten gelangte, blieb Milovanović eigentlich sein Leben lang dem Impressionismus bzw. Neoimpressionismus treu. Dem ist jedoch hinzuzufügen, dass er wiederholt auf die Synthese beider Malstile zurückkam.
Auch Hans Purrmann, der 1905 den Salon d’Automne besucht hatte, war fasziniert, wie sich der Wandel des Malstiles von Matisse vollzog. Das Bild „Offenes Fenster in Collioure“ fand bei ihm eine besondere Erwähnung: „Breitfleckig gemalt, ohne den Eindruck neoimpressionistische Technik zu vermitteln, mit fast rein den Tuben entnommenen Farben, denen jedoch nicht mehr das materielle Aussehen anhaftete, und die eher ein koloristisch mildes Licht der ganzen Leinwand provozieren.“
Auch im Werk von Wassily Kandinsky finden sich Gemälde – allerdings zwei Jahre später –, die wie bei Milovanovićs „Roter Pergoloa“ die gleichzeitige Auseinandersetzung mit dem Neoimpressionismus und dem Cloisonnismus widerspiegeln. Jedoch sind Bilder wie das „Interieur“ von 1909 innerhalb von Kandinskys Gesamt-Œuvre doch wohl als solitäre Experimente, ohne besonderen Stellenwert für seine spätere Entwicklung anzusehen.

### Denkmalpflegerische Aufgaben, 1907–1910

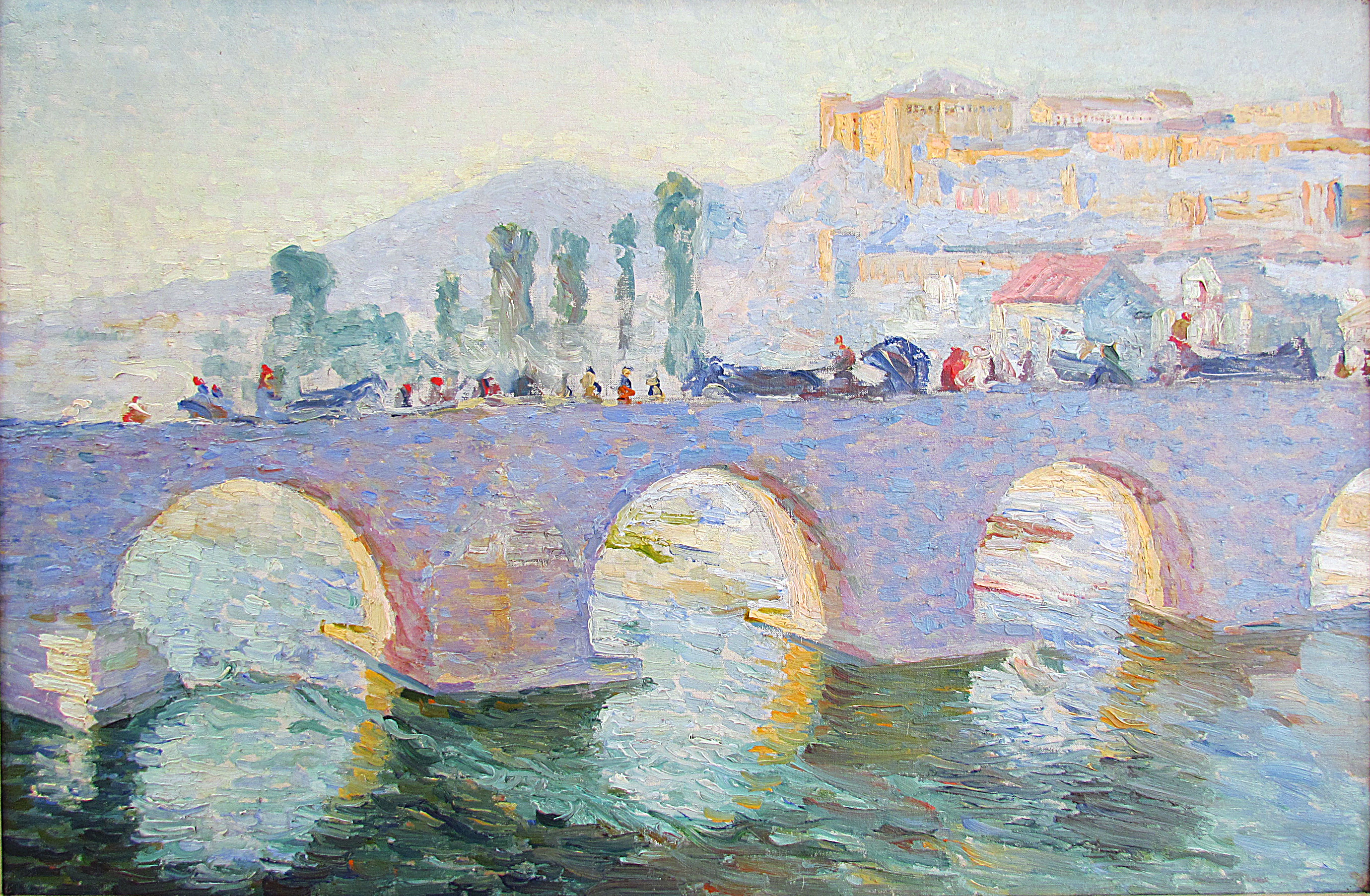
Milan Milovanovićs Gemälde Die Steinbrücke von Skopje über den Vadar, Öl auf Leinwand, 1907

Im offiziellen Auftrag bereiste Milovanović zwischen 1907 und 1910 Südserbien, Mazedonien und den Athos, um mittelalterliche orthodoxe Kirchen und deren Fresken zu untersuchen, damit man sie als Kulturdenkmäler betreuen konnte.
Darüber hinaus widmete er sich als Maler markanten Motiven in der jeweiligen Gegend, z. B. dem Wahrzeichen der mazedonischen Hauptstadt Skopje, jene berühmte Brücke, die den Vardar überquert. Sie ist Zar Dušan gewidmet. Milovanovićs Gemälde befindet sich im Belgrader Nationalmuseum.
„1908-33 wirkte er als Zeichenlehrer an Kunstschulen“ und malte Stadtansichten von Belgrad und Landschaftsbilder in der Umgebung von der Hauptstadt, z. B. den markanten Berg Avala.

### Im Ersten Weltkrieg, 1914–1918
Im Ersten Weltkrieg wurde Milovanović in der serbischen Armee als Kriegsmaler eingesetzt und hatte in Bildern kriegerische Ereignisse zu dokumentieren. Darüber hinaus ließen sich viele Soldaten und Offiziere von ihm porträtieren.
1915 erkrankte er schwer und wurde zur Erholung nach Italien geschickt. In dieser Zeit malte er Landschaften in der hügeligen Umgebung Roms, in der Bucht von Neapel, auf Capri, in Südfrankreich in Aix-en-Provence, an der Côte d’Azur, in Nizza und in Beaulieu.

### Nach dem Ersten Weltkrieg
Nach dem Ersten Weltkrieg begann Milovanović 1920 in Dubrovnik oder im Kloster Savina wieder mit der Freilichtmalerei. Mehrfach beschäftigte er sich mit der Restaurierung von Fresken und Ikonostasen. Verschiedentlich verfasste er auch Kunstkritiken. Mit den Jahren zog er sich aus dem Kunstleben zurück.
Milovanović war mit der Tochter Olga des serbischen Feldmarschalls Živojin Mišić verheiratet.

## Einzelausstellungen
- 1906 in Belgrad
- 1908 in Belgrad
- 1917 in Rom
- 1920 in Belgrad